# Qaragöl, Latjyn
Qaragöl (ryska: Ozero Karagël’, armeniska: K’ari Lich, Քարի Լիճ) är en sjö i Azerbajdzjan.   Den ligger i distriktet Laçın Rayonu, i den sydvästra delen av landet, 300 km väster om huvudstaden Baku. Qaragöl ligger 2 961 meter över havet.
Trakten runt Qaragöl består i huvudsak av gräsmarker. Runt Qaragöl är det ganska glesbefolkat, med 31 invånare per kvadratkilometer.